# El corral y el viento
El corral y el viento es un documental boliviano que fue estrenado el año 2014 dirigido por Miguel Hilari. Con una duración de 55 minutos, la película sigue a su padre Francisco Hilari en el pueblo de Santiago de Okola, donde el director plantea una búsqueda de su propia identidad.

## Sinopsis
Miguel Hilari se encamina a descubrir la transformación que experimenta Santiago de Okola, tierra de origen de su abuelo, que fue el primer miembro de su familia en migrar a la ciudad. En el pueblo encuentra a su único pariente residente, un tío abuelo que vive solo desde que sus hijos y gran parte del poblado abandonaran el lugar. Los pocos habitantes entre niños y ancianos, interactúan y experimentan la lejanía con la modernidad que el pueblo padece, en contraste con el pasado en la actualidad existen escuelas de educación, por el cual su abuelo exigió a los líderes del pueblo y fue encerrado en un corral de burros como castigo por querer aprender a leer y escribir.

## Producción y lanzamiento
La producción fue realizada por NairaCine, Cinemateca Boliviana y Color Monster, fue lanzada en el año 2014. Miguel Hilari oficio la dirección, fotografía y guion. La principal locación de la película es en el pueblo de Santiago de Okola, a orillas del Lago Titicaca, lugar de nacimiento del padre de Miguel Hilari. El motivo que impulsó la realización del documental es el retorno al pueblo del abuelo del director donde fue encerrado en un corral de burros y castigado por haber exigido que se le enseñe a leer y escribir. Uno de los recursos utilizados por el documentalista es del cine documental observacional. Dentro del reparto están las participaciones de Francisco Hilari, Hernán Gamarra y Noelia Gamarra. El crítico de cine Sebastián Morales Escoffier menciona que cada uno de los planos expresa una especie de tensión entre lo que se filma y la cámara. Fue estrenada en España el 27 de noviembre del 2015.

## Recepción
El documental ha participado en festivales cinematográficos de los cuales ha recibido elogios, premios y por su puesto críticas. Para Mónica Delgado del portal Desistfilm«en menos de una hora, Miguel Hilari logra romper con la representación usual de lo andino que ha gobernado parte del cine latinoamericano, sobre todo el realizado en Perú y Bolivia, debido a los rezagos del Indigenismo, y a un vigente paternalismo y sentimiento de culpa colonial». Charlotte Garson de Cinema Du Réel (Cine de lo real) menciona «esta película, traduce convincentemente la búsqueda de un lugar de un ser entre su gente, de un cineasta también. A su vez contemplativo y critico, evita así cualquier discurso fácil sobre el lamento del exilio o la etiolación de una cultura para captar con mayor precisión los fundamentos de esos fenómenos». Para Sebastián Morales Escoffier, nota que hizo para la revista del periódico La Razón «el Corral y el viento es -además de la exploración de un espacio- una investigación sobre la mirada, sobre la tensión entre un afuera y un adentro con la relación a lo observado». Para Alba Balderrama, la gestora del novel festival de Cinema Du Réel, a través de un comunicado de prensa. Mencionó sobre el documental «el jurado se decantó por el proyecto de Miguel Hilari por la claridad expuesta en su propuesta cinematográfica, por la transparencia al momento de presentar y manejar el tema, la honestidad que tiene en la aproximación a la historia y la cercanía que tiene con ella».

## Premios y Reconocimientos
- [10] 2014, Mejor película, competencia latinoamericana, FIDOCS, Chile.
- [10] 2014, Mejor película, competencia transandina, Transcinema, Perú.
- [10] 2014, Mejor mediomentraje, FIC DDHH Sucre, Bolivia.
- [11] 2015, Mejor película, Festival Márgenes, España.
- [11] 2014, Ganador del último fondo producción del Festival Latinoamericano de Cine Documental A Cielo Abierto (Fundación Patiño), Cochabamba.

### Participaciones Cinematográficas
- [12] 2014, Cinéma du Réel, Francia.
- [12] 2014, BAFICI, Argentina.
- [10] 2014, FIDOCS, Chile.
- [10] 2014, CPH:DOX, Dinamarca.
- [10] 2014, Transcinema, Perú.
- [10] 2015, Images, Canada.